# نضال شمعون
نضال شمعون (1968-) هو باحث وأستاذ محاضر في الفيزياء وعضو مجمع اللغة العربية بدمشق منذ نوفمبر 2023، بالمرسوم رقم 276.

## السيرة المهنية
حصل شعون على درجة البكالوريس المزدوجة، في الهندسة من المدرسة المركزية باريس وفي الإلكترونيات من جامعة باريس السادسة سنة 1991م، ثم على درجة الماجستير في الدراسات المتقدمة في الرياضيات من جامعة كامبردج سنة 1993م وعلى درجة الدكتوراة في الفيزياء النظرية من جامعة أكسفورد سنة 1996م.
عمل شمعون مدرساً لمقررات العلوم الأساسية في  المعهد العالي للعلوم التطبيقية والتكنولوجيا في دمشق وفي جامعة دمشق بسورية.
يتحدث شمعون سبعة لغات هي: العربية والصينية والإنكليزية والفرنسيةوالإسبانية والإيطالية والروسية والسريانية والبرتغالية والألمانية.

## مرجع
1. 1 2 3  "د. نضال شمعون". مجمع اللغة العربية بدمشق. اطلع عليه بتاريخ 2024-02-08.
2. ↑  "المرسوم رقم 276" (PDF). مجمع اللغة العربية بدمشق. مجمع اللغة العربية بدمشق. مؤرشف من الأصل (PDF) في 2024-02-08. اطلع عليه بتاريخ 2024-02-08.